# Aux frontières de l'étrange
 (avril 2017).
Si vous disposez d'ouvrages ou d'articles de référence ou si vous connaissez des sites web de qualité traitant du thème abordé ici, merci de compléter l'article en donnant les références utiles à sa vérifiabilité et en les liant à la section « Notes et références ».
Aux frontières de l'étrange (So Weird) est une série télévisée américaine en 65 épisodes de 25 minutes, créée par Tom J. Astle et diffusée entre le 18 janvier 1999 et le 28 septembre 2001 sur Disney Channel.
En France, la série a été diffusée à partir du 28 octobre 2001 sur M6, puis rediffusée depuis le 31 août 2009 sur la chaîne NRJ 12.

## Synopsis
Cette série met en scène Fiona Phillips, une jeune fille de 13 ans, mystérieuse et fascinée par les phénomènes étranges comme les fantômes et les objets volants non identifiés. À l'aide du Web et grâce à ses sens aiguisés, elle enquête, scrute et observe tout ce que les autres ne semblent pas voir, entendre ou ressentir. En tournée au Canada avec sa mère, une chanteuse rock, Fiona doit faire face à des situations inexplicables...

## Distribution
- Cara DeLizia (en) (VF : Fanny Roy) : Fiona « Fi » Phillips (saisons 1 et 2 - invitée saison 3)
- Alexz Johnson (VF : Delphine Moriau) : Annie Thelan (saison 3)
- Mackenzie Phillips (VF : Colette Sodoyez)[1] : Molly Phillips
- Patrick Levis (en) (VF : Frédéric Meaux) : Jack Phillips
- Erik von Detten (VF : Philippe Allard) : Claude Bell (saisons 1 et 2 - invité saison 3)
- Eric Lively (VF : David Manet) : Carey Bell (saisons 2 et 3)
- Belinda Metz (en) (VF : Myriam Thyrion) : Irene Bell
- Dave Ward (en) (VF : Patrick Descamps) : Ned Bell

## Épisodes

### Première saison (1999)
| N° | #  | Titre                                  | Réalisation            | Scénario                                                | Diffusion originale           |
| --- | -- | -------------------------------------- | ---------------------- | ------------------------------------------------------- | ----------------------------- |
| 01 | 01 | Âme en détresse Family Reunion         | Shawn Levy             | Tom J. Astle                                            | États-Unis : 18 janvier 1999  |
| |    |                                        |                        |                                                         |                               |
| 02 | 02 | Dédoublement Web Sight                 | Charles Wilkinson (en) | Sean Abley                                              | États-Unis : 18 janvier 1999  |
| Fiona va faire la connaissance d'une jeune fille qui a la possibilité de sortir de son corps et de voyager ainsi astralement... |    |                                        |                        |                                                         |                               |
| 03 | 03 | titre français inconnu Memory          | Rick Stevenson (en)    | Jon Weisman                                             | États-Unis : 25 janvier 1999  |
| Le car s'arrête dans une ville de l'Oklahoma, dont les habitants ne peuvent se souvenir de ce qui s'est passé plus de quelques heures auparavant. Fi découvre qu'une navette spatiale s'est pausé en catastrophe tout près de là et que ses passagers ont effacé la mémoire des citoyens... |    |                                        |                        |                                                         |                               |
| 04 | 04 | Site divinatoire Sacrifice             | Alan Simmonds          | Bruce Zimmerman (en)                                    | États-Unis : 1er février 1999 |
| Fiona reçoit des e-mails d'un auteur anonyme décrivant des événements futurs concernant sa mère. Ces prévisions commencent à s'avérer exactes... |    |                                        |                        |                                                         |                               |
| 05 | 05 | titre français inconnu Escape          | Charles Wilkinson (en) | Doug Jung (en)                                          | États-Unis : 8 février 1999   |
| |    |                                        |                        |                                                         |                               |
| 06 | 06 | titre français inconnu Simplicity      | Michael Kennedy        | W.K. Scott Meyer                                        | États-Unis : 15 février 1999  |
| Fiona et les sirens arrivent dans un bourg où tous les appareils électriques sont en panne ; d'étranges lutins verts en seraient la cause... |    |                                        |                        |                                                         |                               |
| 07 | 07 | titre français inconnu Angel           | Paul Lynch             | Chris Mack                                              | États-Unis : 22 février 1999  |
| Toute la famille est dans l'Ohio. En roulant, Ned croit voir un homme sur la route et, tentant de l'éviter, percute la clôture d'un champ... |    |                                        |                        |                                                         |                               |
| 08 | 08 | titre français inconnu Strangeling     | Patrick Williams       | Brian Nelson                                            | États-Unis : 1er mars 1999    |
| Fiona trouve dans un théâtre un vieux grimoire utilisé comme accessoire. Elle lit une formule et voilà qu'apparaît un monstre... |    |                                        |                        |                                                         |                               |
| 09 | 09 | titre français inconnu Rebecca         | Michael Kennedy        | Eric Morris                                             | États-Unis : 15 mars 1999     |
| Fiona et sa mère vont faire l'expérience de l'éternelle jeunesse en la personne d'une amie que le temps a, semble-t-il, oublié... |    |                                        |                        |                                                         |                               |
| 10 | 10 | titre français inconnu Tulpa a.k.a. PK | Gary Harvey            | Tom J. Astle                                            | États-Unis : 29 mars 1999     |
| Les enfants rencontrent un jeune garçon irascible qui, lors d'une crise de colère, les projette au sol. Il semble doté de pouvoirs télékinétiques... |    |                                        |                        |                                                         |                               |
| 11 | 11 | titre français inconnu Singularity     | Patrick Williams       | Jon Weisman                                             | États-Unis : 5 mai 1999       |
| Annie et Jack accompagnent leur mère lors de sa tournée musicale sur les routes américaines. Dans chaque ville, Annie enquête sur des phénomènes paranormaux. Elle résout des énigmes et utilise Internet afin de réunir des preuves et des informations.                                   |    |                                        |                        |                                                         |                               |
| 12 | 12 | Le Long Sommeil Lost                   | Patrick Williams       | Andi Bushell Jon Cooksey Ali Marie Matheson Jim Praytor | États-Unis : 12 mai 1999      |
| Fiona reçoit d'étranges courriers électroniques d'une fille apparemment perdue et demandant de l'aide. Elle mène son enquête et découvre que les messages proviennent d'une jeune fille dans le coma depuis quatorze ans...                                                                 |    |                                        |                        |                                                         |                               |
| 13 | 13 | Le Feu follet Wiil O' the Wisp         | Gary Harvey            | Kevin Murphy (en)                                       | États-Unis : 26 mai 1999      |
| Alors qu'il est à la recherche de la provenance de lumières mystérieuses, le frère de Fiona se voit possédé subitement par un esprit... |    |                                        |                        |                                                         |                               |

### Deuxième saison (1999-2000)
1. Médium (Medium)
2. Leçon de conduite (Drive)
3. La Malédiction des sirènes (Siren)
4. Cauchemar (Nightmare)
5. Écoutez ! (Listen)
6. Mutinerie (Mutiny)
7. Une petite ville modèle (Boo)
8. Titre français inconnu (Werewolf)
9. Titre français inconnu (Second Generation)
10. Titre français inconnu (Oopa)
11. Titre français inconnu (Banshee)
12. Titre français inconnu (Strange Geometry)
13. Titre français inconnu (Fountain)
14. Titre français inconnu (Fall)
15. Titre français inconnu (Destiny)
16. Titre français inconnu (Blues)
17. Titre français inconnu (Avatar)
18. Titre français inconnu (James Garr)
19. Titre français inconnu (Troll)
20. Titre français inconnu (Fathom)
21. Titre français inconnu (Roswell)
22. Titre français inconnu (Vampire)
23. Titre français inconnu (Shelter)
24. Titre français inconnu (Encore)
25. Titre français inconnu (Transplant)
26. Titre français inconnu (Twin)

### Troisième saison (2000-2001)
1. Titre français inconnu (Lightning Rod)
2. Titre français inconnu (Talking Board)
3. Titre français inconnu (Detention)
4. Titre français inconnu (Eddie's Desk)
5. Titre français inconnu (Voodoo)
6. Titre français inconnu (Banglebye)
7. Titre français inconnu (Rewind)
8. Titre français inconnu (Exit 13)
9. Titre français inconnu (Carnival)
10. Titre français inconnu (Earth 101)
11. Titre français inconnu (Beeing There)
12. Titre français inconnu (Changeling)
13. Titre français inconnu (Snapshot)
14. Titre français inconnu (Still Life)
15. Titre français inconnu (Grave Mistake)
16. Titre français inconnu (Pen Pal)
17. Titre français inconnu (The Muse)
18. Titre français inconnu (The Grand Incarto)
19. Titre français inconnu (Meow)
20. Titre français inconnu (Widow's Walk)
21. Titre français inconnu (Babble)
22. Titre français inconnu (Gone Fishin')
23. Titre français inconnu (Mr. Magnetism)
24. Titre français inconnu (Dead Ringer)
25. Titre français inconnu (Annie's Song)
26. Titre français inconnu (The River)